# Плеснянский сельский совет (Зборовский район)
Плеснянский сельский совет (укр. Пліснянська сільська рада) — входит в состав
Зборовского района
Тернопольской области
Украины.
Административный центр сельского совета находится в 
с. Плесняны.

## История
- 1939 — дата образования.

## Населённые пункты совета
- с. Плесняны